# Baeolophus wollweberi
El herrerillo embridado o carbonero embridado (Baeolophus wollweberi) es una especie de ave paseriforme de la familia Paridae endémica de  las montañas de México y el sur de Estados Unidos.

## Descripción
Es pájaro pequeño con gran penacho, con un patrón facial listado en blanco y negro, y barbilla negra. El resto de sus partes superiores es gris, y sus partes inferiores son blancas. Su longitud varía entre los 11,5 y 12,7 cm. Un nido estándar varía de 5 hasta 9 huevos de color blanco, manchados, o de color marrón rojizo.

## Distribución y hábitat
Su hábitat preferido son los robles o encinoenebro áreas con bosques mixtos ribereños de montañas en el este y el sureste de Arizona (la meseta de Mogollón y la Sierra Blanca de Arizona) y el extremo suroeste de Nuevo México (la región del archipiélago Madrense o el desierto de Sonora oriental) en los Estados Unidos hasta el sur de México. Anidan en el orificio de un árbol, ya sea la una cavidad natural o, en ocasiones, en un viejo nido de pájaro carpintero que encontraron de 4 a 28 pies (1.22 a 9 m) fuera de la tierra. Alinean el nido con materiales blandos. Normalmente construido a partir de desperdicios sueltos del álamo encontrados abajo: tallos, hojas y hierbas.

## Comportamiento
Estas aves son sedentarias y pueden unirse a pequeñas bandadas mixtas en invierno.
Se alimentan activamente en las ramas, a veces en el suelo, comiendo principalmente insectos, especialmente orugas, pero también semillas, nueces y bayas. Suelen almacenar alimentos para su uso posterior.
Su canto se describe generalmente como un silbido «pidi-pidi-pidi-pidi». Emiten una gran variedad de sonidos diferentes (la mayoría tiene un tono similar).